# Lophocampa citrinula
Lophocampa citrinula là một loài bướm đêm thuộc phân họ Arctiinae, họ Erebidae.